# America (Modern Talking)
America è il decimo album in studio del gruppo musicale tedesco Modern Talking, pubblicato nel 2001.

## Tracce
1. Win the Race – 3:35
2. Last Exit to Brooklyn – 3:16
3. Maria – 5:28
4. SMS to My Heart – 3:17
5. Cinderella Girl – 3:34
6. Why Does It Feel So Good – 4:05
7. Rain in My Heart – 3:47
8. Witchqueen of Eldorado – 3:55
9. Run to You – 4:47
10. America – 4:50
11. For a Life Time – 4:27
12. From Coast to Coast – 4:27
13. There's Something in the Air – 3:19
14. I Need You Now – 3:40
15. New York City Girl – 3:27
16. Send Me a Letter from Heaven – 3:54